# Местообитание

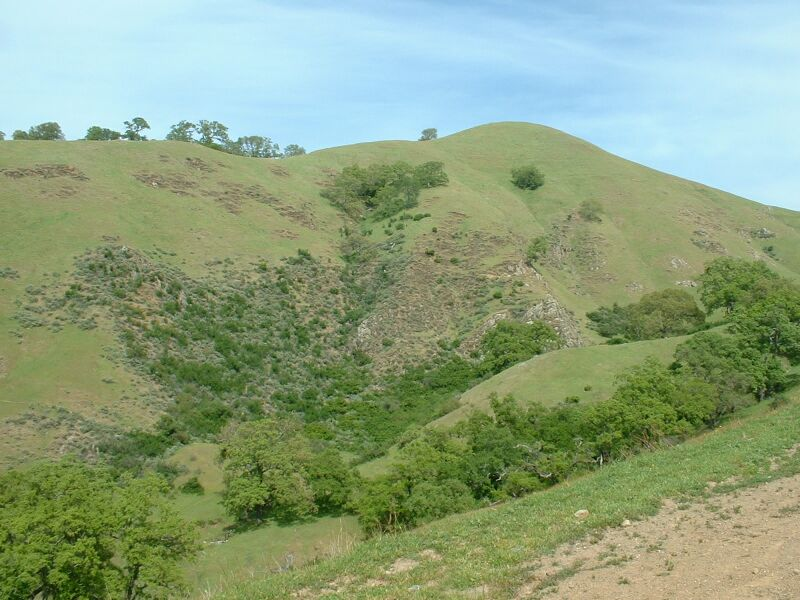
Склон холма с одинаковыми экологическими условиями по всей его площади можно рассматривать как место обитания какого-либо вида или популяции

Местообита́ние (ме́сто обита́ния) — совокупность биотических, абиотических и антропогенных (при их наличии) экологических факторов на любой определённой территории или акватории, формирующаяся на месте первичного комплекса абиотических факторов — экотопа. Местообитание вида или популяции — важный компонент его/её экологической ниши. По отношению к наземным животным термин считается синонимичным понятиям стация (местообитание вида) и биотоп (местообитание сообщества).
Места обитания, характеризующиеся различной выраженностью экологических факторов, но имеющие сходный растительный покров, называются биологически равноценными. Существование их возможно благодаря частичной компенсации факторов друг другом.
Т. Саутвуд (1977) предложил классифицировать места обитания по характеру изменения факторов во времени, выделив следующие:
- неизменные — условия среды остаются благоприятными бесконечно долго;
- предсказуемо сезонные — наблюдается регулярная смена благоприятных и неблагоприятных периодов;
- непредсказуемые — благоприятные и неблагоприятные периоды имеют различную длительность;
- эфемерные — с коротким благоприятным периодом.